# Anisodes strictaria
Anisodes strictaria är en fjärilsart som beskrevs av Pieter Cornelius Tobias Snellen 1881. Anisodes strictaria ingår i släktet Anisodes och familjen mätare. Inga underarter finns listade i Catalogue of Life.